# Schollene

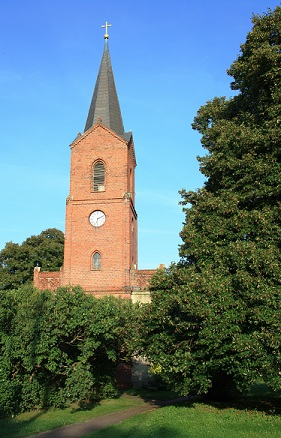
Kirche in Schollene

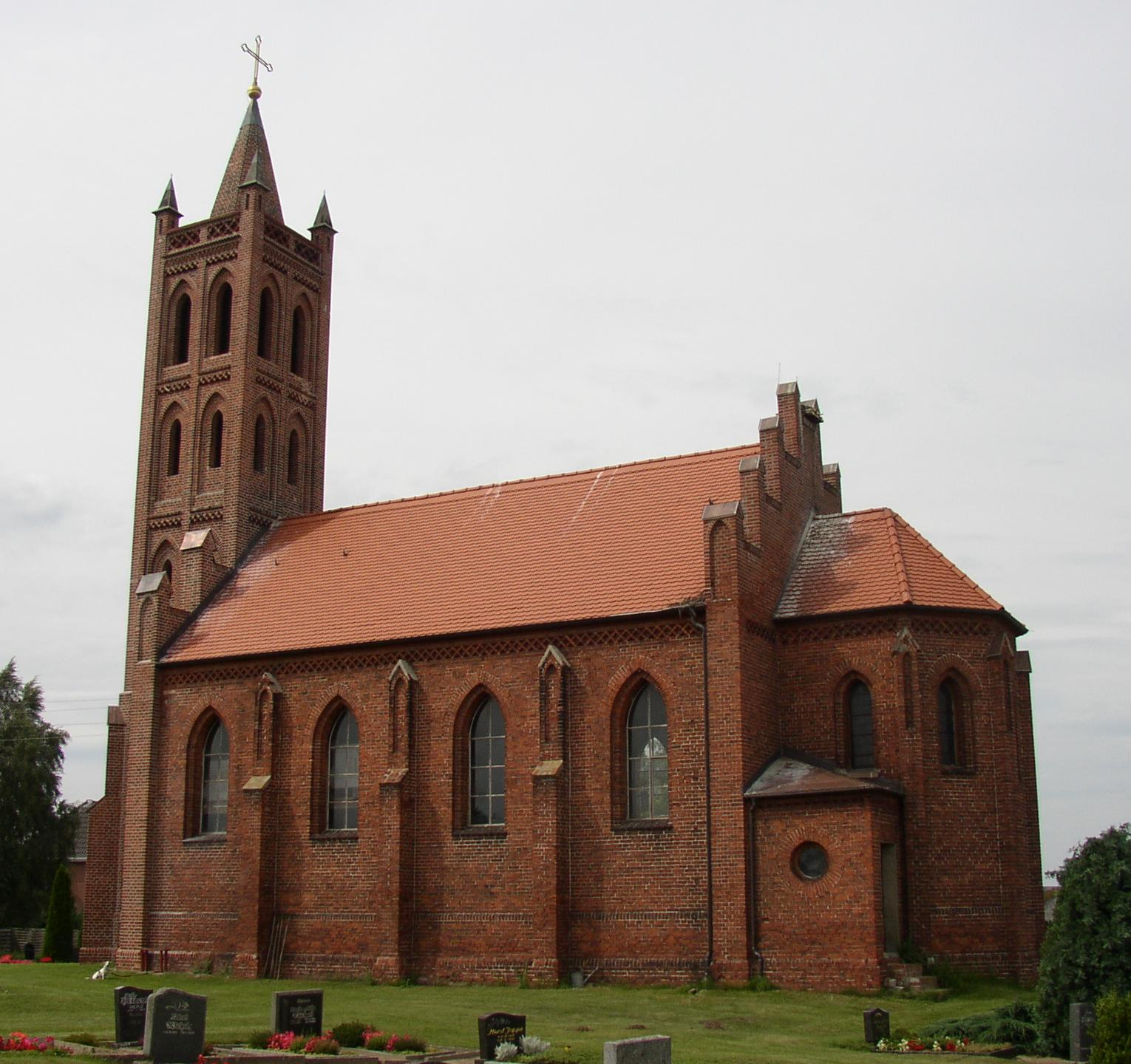
Kirche in Molkenberg

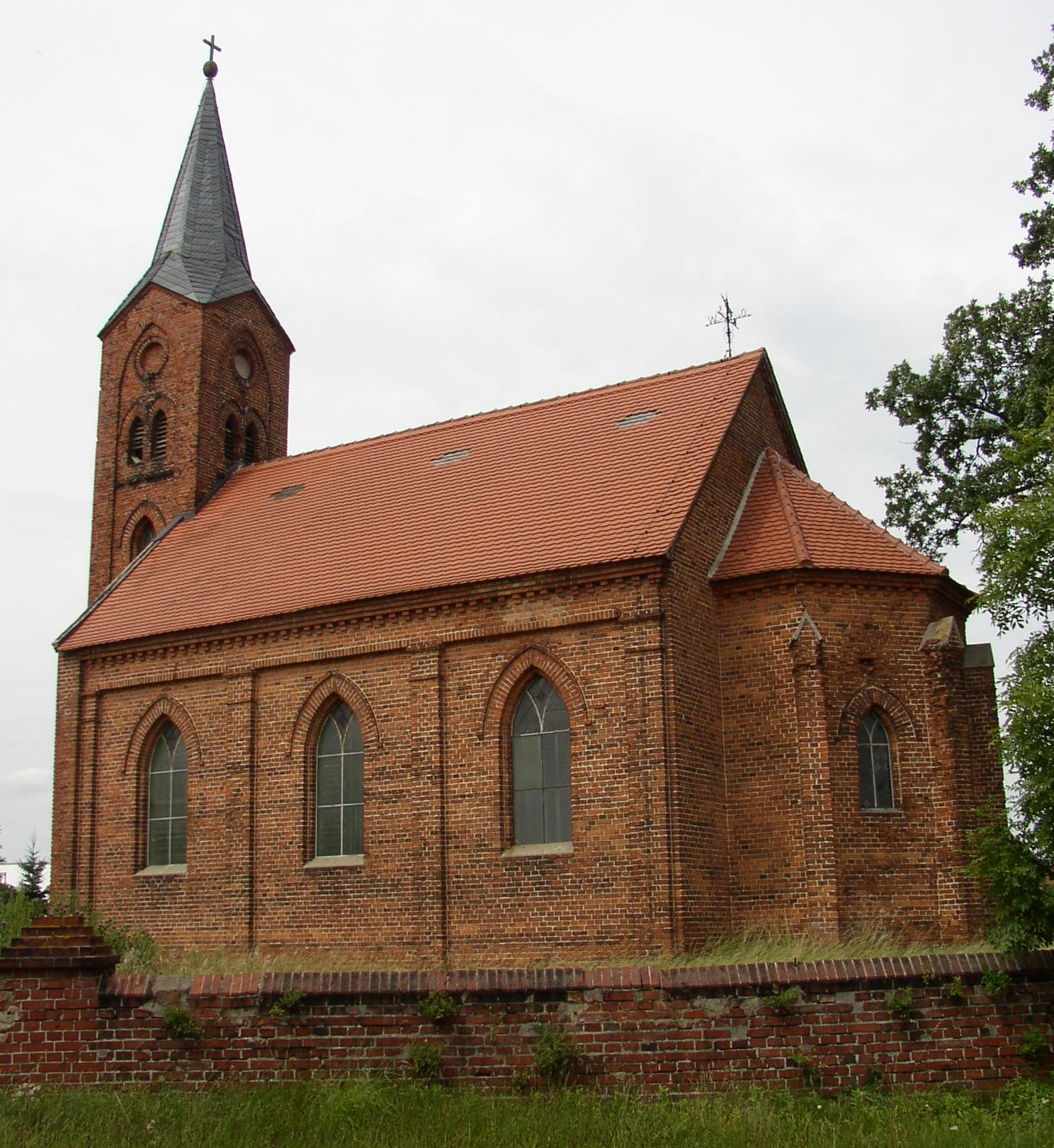
Kirche in Ferchels

Schollene ist eine Gemeinde und ein staatlich anerkannter Erholungsort im Osten des Landkreises Stendal in Sachsen-Anhalt (Deutschland). Sie gehört der Verbandsgemeinde Elbe-Havel-Land an, die ihren Verwaltungssitz in der Gemeinde Schönhausen (Elbe) hat.

## Geografie

### Lage
Das Dorf Schollene, ein stadtartiger Ort mit Kirche, liegt 11 Kilometer nordwestlich der brandenburgischen Stadt Rathenow.
Das Gemeindegebiet von Schollene liegt östlich der Havel im Land Schollene, einem waldreichen Endmoränenbogen in den benachbarten Landkreisen Stendal und Havelland. Die Havel ändert nahe Schollene ihre Fließrichtung von Osten kommend nach Norden. Unweit dieses Havelknies befindet sich der rund 70 Hektar große Nierower oder Schollener See, ein Naturschutzgebiet. Der Südteil des waldreichen Gemeindegebietes wird als Truppenübungsplatz genutzt.
Umgeben wird Schollene von den Nachbargemeinden Kamern und Havelberg im Norden, Havelaue im Nordosten, Rathenow im Osten, Milower Land im Süden, Schönhausen (Elbe) im Südwesten sowie Klietz im Westen.

### Gemeindegliederung
Zu Schollene gehören die Ortsteile:
- Ferchels mit dem Wohnplatz Karlsthal
- Mahlitz
- Molkenberg
- Neu-Schollene
- Neuwartensleben
- Nierow mit dem Wohnplatz Elshof
- Schollene mit dem Wohnplatz Neumolkenberg

## Geschichte

### Mittelalter bis Neuzeit
Einige früher wendisch besiedelte Orte der Gemeinde tauchten erstmals im Jahre 948 in der Stiftungsurkunde des Bistums Havelberg auf: Nierow als Niecerim und Mahlitz als Malici.
Schollehne selbst wird 1146 als ad prouinciam Schollene, also als Provinz, erstmals erwähnt. Die Markgrafen Otto und Albrecht von Brandenburg und übereigneten im Jahre 1195 den Ort Zolene dem Erzstift Magdeburg. Endgültig kam Schollene im Jahre 1354 an das Erzstift Magdeburg. Weitere Nennungen sind 1276 Scolene, 1351 Scholehen, 1541 Schalen, 1562 Schkolene, im 18. und 19. Jahrhundert auch Schollehne oder Scholläne geschrieben.
Am Ostufer des Schollener Sees entwickelte sich aus einer wendischen Fischersiedlung ein Flecken Schollene mit Marktrecht und einem Kietz, der 1394 an die von Predöhlen und von Treskow verlehnt wurde. Zwischen 1723 und 1724 erwarb Marquard Ludwig von Printzen das Gut, auf dem sein Sohn 1752 das Schloss Schollene errichtete. 1844 brannte der Ort nieder und erhielt danach seine heutige Form der Bebauung.

### Andere Erwähnungen
Die Erwähnung von Scolene oder Scoleve aus dem Jahre 964 im Codex diplomaticus Anhaltinus bezieht sich auf eine heute unbekannte Wüstung, die wohl an der Bode lag. Die Erwähnung von Scolin im Jahre 1097 bezieht sich auf Schkölen in Sachsen, 1172 Schollene iuxta fluuium Bodam bezieht sich offenbar auch auf die Wüstung an der Bode.

### Burg Schollene
1655 stand noch ein doppelter Wall mit Graben und Mauerresten, etwa 60 Meter breit und 6 Meter hoch in der alten Havelschlinge (Grützer Vorfluter) nördlich der Dorflage. Dabei handelte es sich um eine slawische, später deutsche Burganlage, von der heute keine Reste erhalten sind. Später wurden die Feldsteine abgetragen und dort eine Ziegelei errichtet, an deren Stelle heute noch ein kleines Gebäude steht. Auf dem Messtischblatt Schollene von 1955 ist die Bezeichnung „Der Wall“ eingetragen.
Die Burg wurde 1195 als castrum erwähnt, 1302 waren die von Plotho hier ansässig. Im Vertrag von Treuenbrietzen (Brissen) von 1354 wurde daran erinnert, das „Hus to Scholene“ abzubrechen. 1356 wurde nochmals über den Abbruch der Burg verhandelt. Danach wird sie nicht mehr erwähnt.

### Archäologie
Im Jahre 1818 wird von einem Münzfund berichtet. In der Gegend wurden slawische und deutsche Scherben geborgen.

### Herkunft des Ortsnamens
Der Name wird aus dem slawischen Wort „Koleno“ oder „Zcolena“ abgeleitet, was so viel wie „Knie eines Flusses“ bedeutet. Die Havel hat um die „Burginsel“ herum die Form eines Knies.

### Eingemeindungen
Schollene gehörte früher zum zweiten Distrikt im Jerichowschen Kreis im Norden des Herzogtums Magdeburg. 1816 kam es zum Kreis Jerichow II, dem späteren Landkreis Jerichow II in der preußischen Provinz Sachsen.
Am 30. September 1928 wurde der Gutsbezirk Schollene mit der Landgemeinde Schollene vereinigt.
Am 20. Juli 1950 wurden die bis dahin eigenständigen Gemeinden Ferchels, Molkenberg und Neuwartensleben nach Schollene eingemeindet.
Am 25. Juni 1952 wurde die Gemeinde Schollene dem Kreis Havelberg zugeordnet.
Am 1. Januar 1957 wurde der Ortsteil Molkenberg wieder aus der Gemeinde Schollene ausgegliedert und entstand als politisch selbstständige Gemeinde neu.
Am 15. Februar 1974 wurde die Gemeinde Molkenberg erneut nach Schollene eingemeindet.
Am 1. Juli 1994 kam die Gemeinde Schollene zum heutigen Landkreis Stendal.

### Einwohnerentwicklung

#### Landgemeinde/Gemeinde
| Jahr | Einwohner |
| ---- | --------- |
| 1782 | [00]0358  |
| 1818 | [00]0563  |
| 1840 | [00]0956  |
| 1864 | [00]1139  |
| 1867 | 1186      |
| 1871 | 1120      |

| Jahr | Einwohner |
| ---- | --------- |
| 1905 | 1060      |
| 1910 | 1112      |
| 1925 | 1097      |
| 1933 | 0991      |
| 1939 | 1063      |
| 1946 | 1418      |

| Jahr | Einwohner |
| ---- | --------- |
| 1964 | 1581      |
| 1971 | 1532      |
| 1990 | [00]1511  |
| 2006 | [00]1396  |
| 2011 | [00]1276  |
| 2015 | [00]1220  |

| Jahr | Einwohner |
| ---- | --------- |
| 2018 | 1179      |
| 2019 | 1124      |
| 2020 | 1124      |
| 2021 | 1113      |

Quellen: 1867 bis 1971 Unterlagen der Volkszählung

#### Gut/Gutsbezirk
| Jahr | Einwohner |
| ---- | --------- |
| 1905 | 89        |
| 1910 | 86        |

Quellen: Unterlagen der Volkszählung

#### Ortsteil
| Jahr | Einwohner |
| ---- | --------- |
| 2014 | 897       |
| 2017 | 861       |
| 2018 | 868       |
| 2019 | 818       |
| 2020 | 820       |

| Jahr | Einwohner |
| ---- | --------- |
| 2021 | 825       |
| 2022 | 820       |

## Religionen
Die Volkszählung in der Europäischen Union 2011 zeigte, dass von den 1304 Einwohnern der Gemeinde Schollene rund 17 % der evangelischen und rund 2 % der katholischen Kirche angehörten.
Die evangelischen Christen der Kirchengemeinden Molkenberg und Schollene gehören zum Kirchspiel Schollene-Molkenberg im Pfarrbereich Schönhausen im Propstsprengel Stendal-Magdeburg der Evangelischen Kirche in Mitteldeutschland. Die evangelische Kirchengemeinde Ferchels ist am 1. Januar 2006 innerhalb des Kirchspiels Schollene-Molkenberg in die evangelische Kirchengemeinde Schollene eingegliedert worden. Die ältesten überlieferten Kirchenbücher für Schollene stammen aus dem Jahre 1638. Zur evangelischen Pfarrei Schollene gehörten im Jahre 1903 folgende Kirchengemeinden:
- Schollene, eingepfarrt waren Neuschollene mit Vorwerk Caput, Vorwerk Nierow, Gut Elshof
- Ferchels, eingepfarrt waren Gut Carlsthal, Colonie Neuwartensleben
- Molkenberg, eingepfarrt war Neu-Molkenberg
- Parey an der Havel

Die katholischen Christen gehören zur Pfarrei St. Elisabeth in Tangermünde im Dekanat Stendal im Bistum Magdeburg.

## Politik

### Gemeinderat
Bei der Gemeinderatswahl am 26. Mai 2019 gab es folgendes Ergebnis:
- Dorfgemeinschaft Schollene (DGS): 35,9 %
- Initiative Schollene: 31,0 %
- Pro Schollene: 26,5 %
- Bengsch (Einzelbewerberin): 6,5 %

Insgesamt wurden 12 Gemeinderatssitze vergeben. Die Wahlbeteiligung lag bei 58,1 %.

### Bürgermeister
In der Bürgermeisterwahl vom 19. April 2015 wurde die Parteilose Steffi Friedebold zur Bürgermeisterin gewählt, es gab keine weiteren Bewerber für das Bürgermeisteramt. Bei der Bürgermeisterwahl am 26. Februar 2017 mit anschließender Stichwahl am 19. März 2017 mit 55,6 % setzte sich Jörg Wartke für das Bürgermeisteramt durch. Die vorzeitige Wahl wurde nötig da Steffi Friedebold in der Stichwahl am 6. November 2016 zur Verbandsgemeindebürgermeisterin gewählt wurde.

### Flagge

Die Flagge ist Blau - Weiß (1:1) gestreift mit dem aufgelegten Gemeindewappen.

### Wappen
Das Wappen wurde am 13. November 1995 durch das Regierungspräsidium Magdeburg genehmigt.
Blasonierung: „Gespalten von Silber und Blau; vorn ein roter golden bewehrter Adler am Spalt mit goldenem Kleestengel auf dem Flügel, hinten pfahlweise schräg versetzt drei silberne Möwen in Form eines ‚M‘.“
Die Grundfarben der Gemeinde Schollene waren von jeher Blau - Weiß, deshalb auch die Wahl dieser Tinkturen im gespaltenen Schild. Der halbe rote Adler dokumentiert die historische Zugehörigkeit zum Kurfürstentum Brandenburg. Schollene war seit der Christianisierung im 10. Jahrhundert immer Grenzbereich und durch seine starke Burg Zankapfel zwischen dem Bistum Magdeburg und dem Brandenburgischen. Die Möwen symbolisieren den See und die nahe gelegene Havel, also den Wasserreichtum des Landes Schollene.

#### Historisches Wappenbild
Die ehemaligen Gemeinden Ferchels, Molkenberg, Neuwartensleben und Schollene führten in ihrem Gemeindesiegel schon einmal ein wappenähnliches Siegelbild. Dieses wurde im Zeitraum nach dem Zweiten Weltkrieg bis ca. der Einführung der Bezirke und Kreise in der DDR (1945–1952) benutzt.
Eine weitere Quelle ist das Kreisheimatmuseum in Genthin.

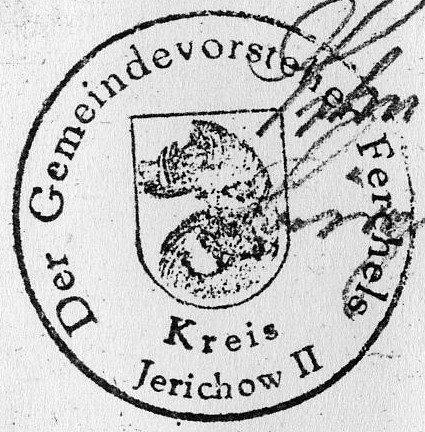
Altes Siegel der Gemeinde Ferchels
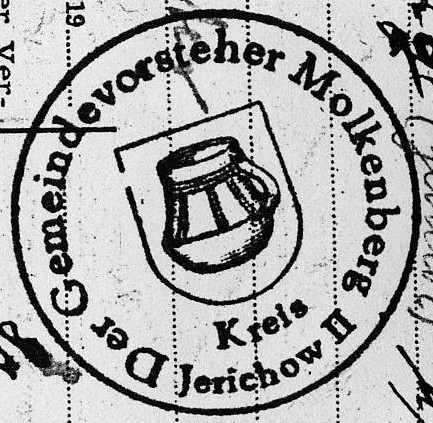
Altes Siegel der Gemeinde Molkenberg
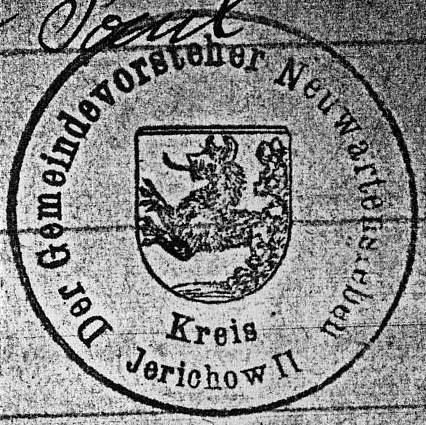
Altes Siegel der Gemeinde Neuwartensleben
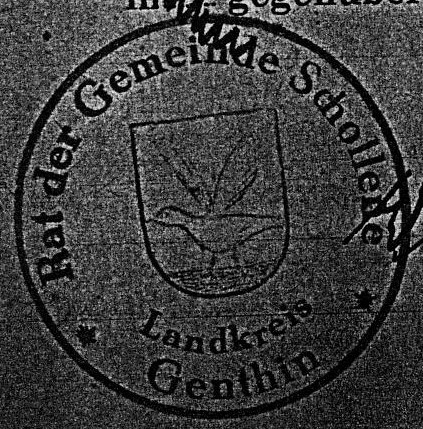
Altes Siegel der Gemeinde Schollene

## Kultur und Sehenswürdigkeiten

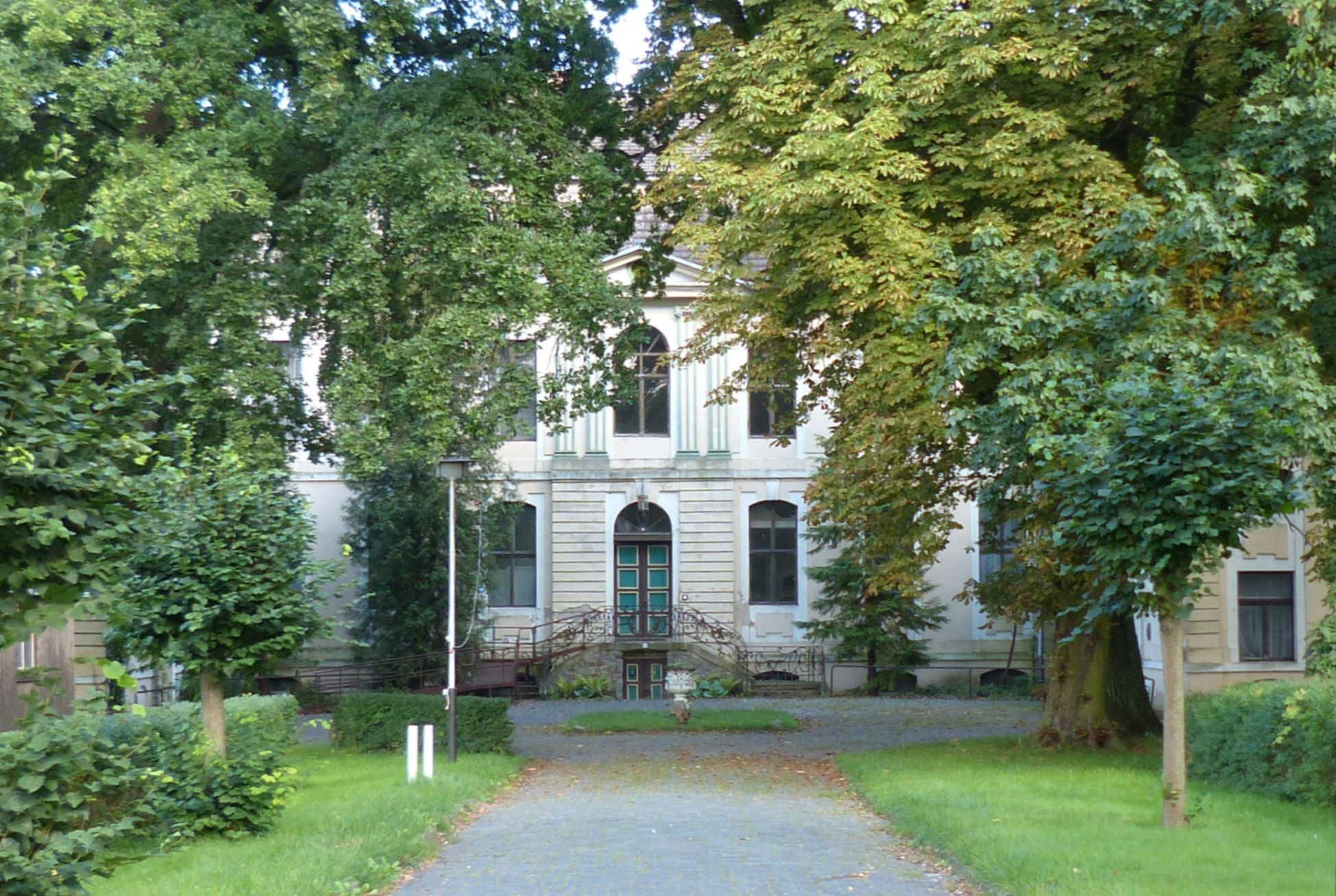
Schloss Schollene

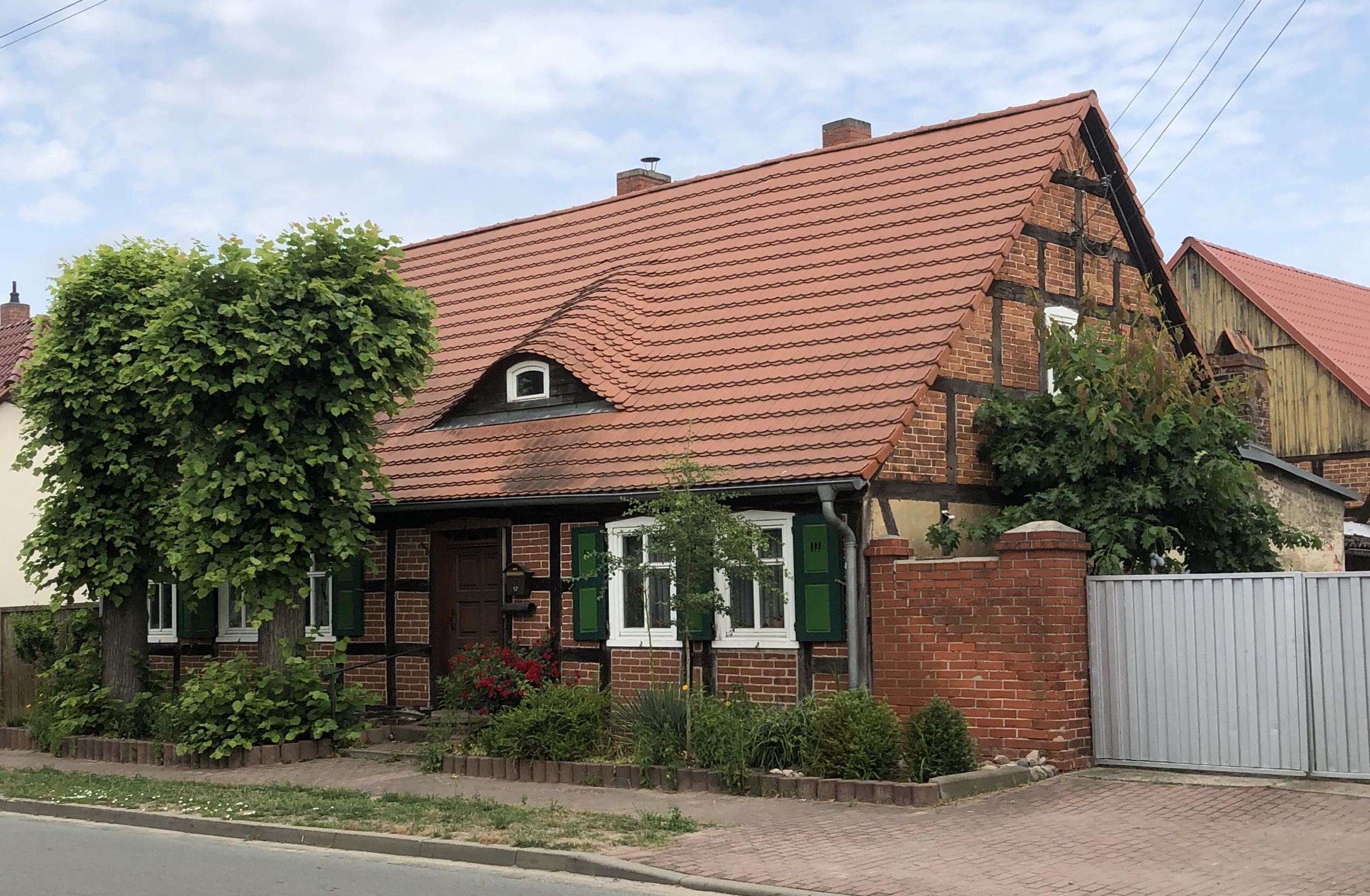
Denkmalgeschütztes Bauernhaus in Schollene

- Die evangelische Dorfkirche Schollene, ein neugotischer verputzter Backsteinbau von 1849, wurde von Karl Bretting anstelle des am 14. Juni 1844 abgebrannten Vorgängerbaus errichtet.[34][7]
- Das Rittergut Schloss Schollene wurde 1752 erbaut und wechselte des Öfteren den Besitzer, so besaßen es u. a. die von Werder, von Wartensleben und von der Hagen. Bis zur Bodenreform 1945 gehörte es der Familie von Alvensleben.
- Das Kriegerdenkmal Schollene zur Erinnerung an die Gefallenen des Ersten Weltkriegs wurde 1924 errichtet.
- Mehrere Bauernhäuser stehen unter Denkmalschutz.[35]

### Sport
Schollene gehört zu den Altmärkischen Wandernestern, die im Altmärkischen Wanderverein organisiert sind.

## Wirtschaft und Infrastruktur

### Unternehmen
Neben der Landwirtschaft spielt die in Deutschland einmalige Förderung von Pelose vom Grund des Nierower oder Schollener Sees eine Rolle. Der Heilschlamm Pelose wird in Krankenhäusern und Kurkliniken bei rheumatischen Erkrankungen, Sportverletzungen sowie in der Kosmetik eingesetzt.
Mit der 2002 wiedergegründeten Mühlenbergbrauerei, seit 2017 Elbe-Havel-Brauerei, wurde die Brautradition der 1841 gegründeten Zotzmannschen Brauerei neu belebt.

### Verkehrsanbindung
Die Gemeinde Schollene liegt an der Landstraße von Havelberg nach Rathenow. Im 10 km entfernten Klietz besteht Anschluss an die Bundesstraße 107 von der B 107 zweigt in Wulkau die Landstraße nach Rathenow ab. Der nächste Bahnhof befindet sich im zehn Kilometer entfernten Großwudicke in Brandenburg an der Eisenbahnstrecke Berlin–Stendal.
Es verkehren Linienbusse und Rufbusse von stendalbus und Havelbus.

## Sagen von der Burg Schollene
W. Lahn erzählte 1868 nach mündlichen Mitteilungen die Sage „Der Burghof bei Scholläne“. Beim Dorf Schollene liegt eine Insel, die durch mehrere Gräben gebildet wird, die die Havel mit dem Schollener See verbinden. Die Insel ist durch eine Brücke mit dem Dorf verbunden. Auf der Insel stand die Burg, auf der ein Raubritter wohnte, der die Gegend unsicher machte. Bei der Zerstörung der Burg waren große Schätze verschüttet worden. Hiervon hörte ein geldgieriger Barbier. Er traf am Ende eines verborgenen Ganges auf eine Frauengestalt „von himmlischer Schönheit“ die ihn am Eintritt durch eine schwere eiserne Tür hinderte, indem sie ihn mitleidig anblickte. Sie schenkte ihm Gold und Kostbarkeiten.
Der Lehrer Schmidt schilderte im Jahre 1908 zwei Sagen. Als einst Fischer zwischen Marien und Walpurgis Streu, Dung und die „Sickelpflanze“ als Futter für das Vieh holten, beobachteten in der Tiefe des Nierower Sees die Türme der Burg und hörten eine herrliche Musik, wie von Pauken und Trompeten. Als sie aber der Stelle näher fahren, ist alles wieder verschwunden.
Eine verschleierte weiße Frauengestalt zeigt sich mitternachts an der „weißen Brücke“ über die Havellanke. Sie wandert vorbei an der Stelle, wo die alte Burg gestanden, bis zur „schwarzen Brücke“, um nach einiger Zeit wieder in der Nähe der „weißen Brücke“ zu verschwinden. Wer sie trifft, so erzählt man, muss sterben.

## Söhne und Töchter
- Karl von Pritzelwitz (1794–1870), preußischer Militär und Hofmarschall
- Udo III. von Alvensleben (1823–1910), erwarb 1860 das Gut Schollene
- Rosa Petzel (1831–1912), Malerin und Schriftstellerin
- Alkmar von Alvensleben (1874–1946), Obermedizinalrat und Direktor der Landesfrauenklinik in Magdeburg
- Reinhard Gramm (1929–2019), Pfarrer und Militärseelsorger
- Holger John (* 1960), Maler, Grafiker, Eventmanager und Galerist